# Welterbe in Antigua und Barbuda

Zum Welterbe in Antigua und Barbuda gehört (Stand 2016) eine UNESCO-Welterbestätte des Weltkulturerbes. Antigua und Barbuda ist der Welterbekonvention 1983 beigetreten, die bislang einzige Welterbestätte wurde 2016 in die Welterbeliste aufgenommen.

## Welterbestätten
Die folgende Tabelle listet die UNESCO-Welterbestätten in Antigua und Barbuda in chronologischer Reihenfolge nach dem Jahr ihrer Aufnahme in die Welterbeliste (K – Kulturerbe, N – Naturerbe, K/N – gemischt, (R) – auf der Roten Liste des gefährdeten Welterbes).
| Bild             | Bezeichnung                                                          | Jahr | Typ | Ref. | Beschreibung |
| ---------------- | -------------------------------------------------------------------- | ---- | --- | ---- | --- |
| (weitere Bilder) | Marinewerft von Antigua und zugehörige archäologische Stätten (Lage) | 2016 | K   | 1499 | Nelson’s Dockyard ist eine historische Hafenanlage in English Harbour. Das Welterbe umfasst dabei eine Gruppe von Gebäuden und Anlage im georgianischen Stil. Im 18. und 19. Jahrhundert galt die Anlage als der bedeutendste Marinestützpunkt Großbritanniens auf den Kleinen Antillen. |

## Tentativliste
In der Tentativliste sind die Stätten eingetragen, die für eine Nominierung zur Aufnahme in die Welterbeliste vorgesehen sind.
Derzeit (2016) ist keine Stätte in der Tentativliste von Antigua und Barbuda eingetragen. Eine früher eingetragene Stätte wurde bereits in das Welterbe aufgenommen.